# Únava
Únava (lat. lassitudine) je snížení schopnosti vykonávat činnost, které vyplývá z předchozího vynaloženého úsilí, ať už fyzického, nebo psychického. Vzniká v důsledku nahromadění odpadů metabolismu v krvi či ve svalech. Psychicky je provázena zhoršeným vnímáním, sníženou pozorností, zhoršenou vštípivostí a výbavností, změnami nálady aj.
Hranice, kdy člověk začíná pociťovat únavu, je u každého jedince jiná a také její projevy jsou velmi subjektivní. Extrémní únava se označuje jako vyčerpání. Vyčerpání mohou provázet změny vnímání, halucinace, deprese, zmatenost.
Rozlišujeme únavu fyzickou a psychickou. Po velké fyzické námaze se někdy dostavují i pocity psychické únavy, naopak po vyčerpávající psychické námaze může fyzická práce pomoci odbourat psychickou únavu. Únava se také rozděluje na akutní, která je přirozená a po odpočinku odezní, a chronickou, která má patické (chorobné) projevy, jako bolesti, poruchy spánku nebo poruchy paměti.

## Rizikový faktor
Jelikož únava závažně ovlivňuje efektivitu a chybovost výkonů člověka, začal být v moderní době kladen veliký důraz na její výzkum a její vliv na pracovní výkony, a především na výkon v citlivých oborech a povoláních, kde mohou chyby vyústit ve velké škody, či dokonce ztráty na životech (např. piloti, uat testeři, řidiči, dispečeři v dopravě...)
Například v historii letectví existuje několik tragických nehod, které byly připsány chybám a nepozornosti plynoucím z únavy posádky (např. let Colgan Air 3407).
Na konci 20. a počátku 21. století proto byla přijata řada zákonů a předpisů, které mají zajistit pro zaměstnance (a především klíčové profese v rizikových oborech) dostatečný odpočinek a nepřipustit přehnané pracovní zatížení.